# Cranioleuca
Cranioleuca is een geslacht van zangvogels uit de familie van de ovenvogels (Furnariidae).

## Soorten
Het geslacht omvat de volgende soorten:
- Cranioleuca albicapilla – Vaalkopstekelstaart
- Cranioleuca albiceps – Witkruinstekelstaart
- Cranioleuca antisiensis – Streepwangstekelstaart
- Cranioleuca berlepschi – Berlepsch' stekelkruin
- Cranioleuca curtata – Grijsbrauwstekelstaart
- Cranioleuca demissa – Tepuistekelstaart
- Cranioleuca dissita – Coibastekelstaart
- Cranioleuca erythrops – Roodwangstekelstaart
- Cranioleuca hellmayri – Streepkapstekelstaart
- Cranioleuca henricae – Boliviaanse stekelstaart
- Cranioleuca marcapatae – Marcapatastekelstaart
- Cranioleuca muelleri – Geschubde stekelstaart
- Cranioleuca obsoleta – Olijfkleurige stekelstaart
- Cranioleuca pallida – Vale stekelstaart
- Cranioleuca pyrrhophia – Streepkruinstekelstaart
- Cranioleuca semicinerea – Grijskopstekelstaart
- Cranioleuca subcristata – Kuifstekelstaart
- Cranioleuca vulpecula – Parkers stekelstaart
- Cranioleuca vulpina – Roodrugstekelstaart
- Cranioleuca weskei –  Vilcabambastekelstaart